# Климентина Тишкевич
Клименти́на Тишке́вич, до шлюбу Пото́цька (пол. Klementyna Tyszkiewicz; * жовтень 1856, Славута — † 7 червня 1921, Париж, Франція) — графиня. Остання дідичка Сатанова.

## Біографічні відомості
Донька Альфреда Юзефа Потоцького (1817—1889) та Марії Климентини Сангушко (1830—1903).
Славилася красою. На неї звернув увагу кронпринц Рудольф — єдиний син австрійського імператора Франца Йосифа I. Аби запобігти можливим намірам кронпринца, Климентину поспішно видали в шлюб. 4 вересня 1878 року вона у Львові одружилася з графом Яном Тишкевичем (1851—1901). 3 жовтня 1882 року в місті Біржай (Литва) народила єдиного сина Альфреда. 9 червня 1901 року зосталася вдовою — у Парижі помер її чоловік.
Одна з фундаторок Сатанівського цукрового заводу.